# پانتلند
پانتلند با نام رسمی دولت پانتلند سومالی 
(به سومالیایی: Dowlad Goboleedka Puntland ee Soomaaliya) (به عربی: ولاية أرض البنط الصومالية)، منطقه‌ای در شمال شرق سومالی است که توسط دولت محلی و به صورت منطقه‌ای خودمختار اداره می‌شود.

## تاریخ
فروپاشی حکومت مرکزی سومالی و بروز جنگ داخلی در سال ۱۹۹۱، باعث بروز خلاء سیاسی در پانتلند شد و در سال ۱۹۹۸، رهبران محلی این سرزمین را یکی از مناطق خودمختار دولت فدرال سومالی اعلام کردند.

## جغرافیا

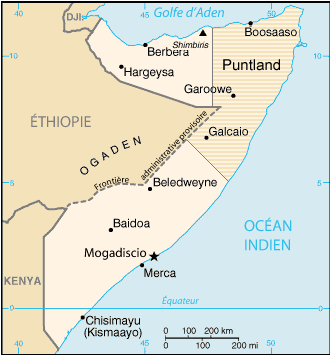
نقشه مناطق پانتلند به زبان فرانسوی

پانتلند در منطقه شاخ آفریقا واقع شده و دارای سواحلی در خلیج عدن و اقیانوس هند است و با جمعیت ۳٬۹۰۰٬۰۰۰ نفر، حدود یک سوم مساحت سومالی، ۲۱۲٬۵۱۰ کیلومتر مربع و بیش از یک سوم کل جمعیت آن کشور را تشکیل می‌دهد.

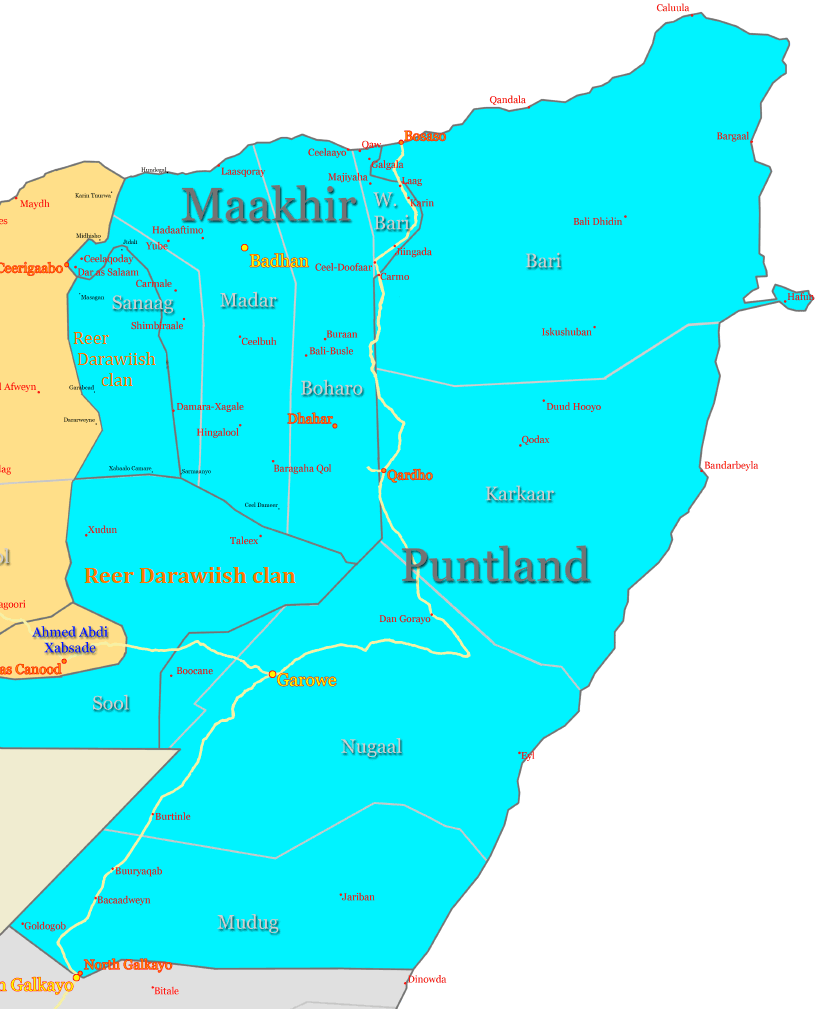
نقشه مناطق پانتلند